# Койг
Койг (исп. Rio Coig, исп. Rio Coyle) — река в Аргентине, протекает по территории департамента Гуэр-Айке провинции Санта-Крус. Длина реки — 350 км, площадь водосборного бассейна 14 600 км².
Начинается в озере Эсперанса на высоте 424 метра над уровнем моря. Течёт в общем восточном направлении, в среднем течении отклоняясь по дуге к югу. Впадает в Аргентинское море, образуя эстуарий длиной 28 километров и шириной до 3 километров. Средний расход воды составляет 5 м³/с.
Основные притоки — реки Пельке, Брасо-Сур-дель-Рио-Койг, ручьи Арройо-де-лос-Буэйес, Чорнильо-де-ла-Портада, Чорнильо-де-Рохас.
На реке стоят населённые пункты Тапи-Айке, Эсперанса, Гобернадор-Майер, Лас-Оркетас, Гуэр-Айке, Гуакенкен-Айке, Кой-Айке и Пуэрто-Койг.
Климат бассейна реки — аридный холодных пустынь. Температура меняется от 0,5 °C в июне до 15 °C в январе. Среднегодовое количество осадков около 200 мм. Природные ландшафты представлены степью с доминированием мулинума колючего, ковылей, мятликов, овсяниц. Население занято сельским хозяйством — преимущественно овцеводством.